# Sigurd Lovén
Pehr Sigurd Lovén (i riksdagen kallad Lovén i Stockholm), född 2 februari 1849 i Stockholm, död där 13 april 1888 (lunginflammation), var en svensk läkare, son till Sven Lovén.
Lovén genomgick i Stockholm rektor Staafs privatskola och Nya elementarskolan, där han avlade studentexamen 1868. Han blev medicine kandidat vid Uppsala universitet 1873, medicine licentiat vid Karolinska Institutet i Stockholm 1876 och var därefter verksam som praktiserande läkare i sistnämnda stad. År 1885–88 var han läkare hos änkehertiginnan av Dalarna, Teresia av Sachsen-Altenburg. 
Lovén hade stort intresse för undervisningsväsendet och därtill hörande frågor. Han var en verksam ledamot av Stockholms folkskoleöverstyrelse 1876–88, där han särskilt ägnade sig åt skolhygienen. Han främjade även skollovskolonierna, tog initiativ till anordnandet av sommarvandringar för skolflickor samt startade en insamling för att även flickor med obemedlade föräldrar skulle få möjlighet att delta i dessa. Han var under åren 1885–86 ledamot av direktionen för Nya elementarskolan. Efter att Adolf Kjellberg drabbats av sjuklighet och 1884 rest utrikes knöts Lovén som läkare vid den skola för sinnesslöa barn som Föreningen för sinnesslöa barns vård drev på Norrtullsgatan i Stockholm. Han visade stort engagemang inom detta område och invaldes även i styrelsen för nämnda förening. Lovén var även föredragande för ekonomin i Kronprinsessan Lovisas vårdanstalt för sjuka barn 1885–88.  
Bland hans skrifter märks Några ord om inrättningen af sjukhus: med anledning af frågan om ett nytt fattigsjukhus i Stockholm (1870) och Om idioter och idiotvård: två smärre uppsatser (i Föreningens för sinnesslöa barns vård årsberättelse 1886). Hans sista skrift var en varmhjärtad personteckning av Thorborg Rappe, pionjär inom sinnesslövården, vilken publicerades i tidningen Hemvännen.
Lovén var under 1887 representant för Stockholms stad i riksdagens andra kammare, dit han avböjde återval, men invaldes strax före sin död i Stockholms stadsfullmäktige. Han var ledamot av hälsovårdsnämnden i nämnda stad från 1883 och dess vice ordförande från 1885. Vid sin tidiga bortgång efterlämnade han maka, fem barn samt åldriga föräldrar.